# Leen Verbeek
Pour les articles homonymes, voir Verbeek.
Leendert Verbeek, dit Leen Verbeek, né le 5 mars 1954 à Leiderdorp, est un homme politique néerlandais, membre du Parti travailliste (PvdA) et commissaire du Roi au Flevoland depuis le 1er novembre 2008. Le 23 mars 2021, il est élu président du Congrès des pouvoirs locaux et régionaux du Conseil de l'Europe.

## Biographie
Leen Verbeek est membre du conseil municipal de Houten de 1989 à 1996. Il est échevin de Houten entre 1990 et 1994. De 2003 à 2008, il est bourgmestre de Purmerend.
Depuis novembre 2008, il est commissaire du Roi — commissaire de la Reine jusqu'à l'intronisation de Guillaume-Alexandre en avril 2013, succédant à la reine Beatrix — de la province de Flevoland.